# Gibon

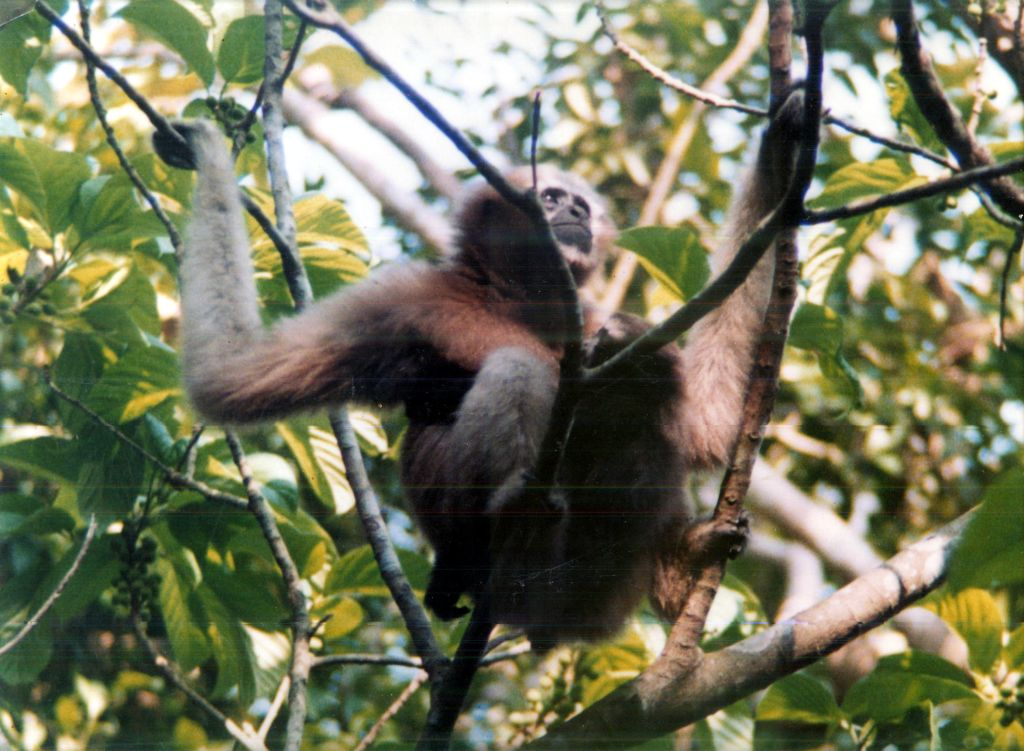
Gibon hulok (Hoolock hoolock)

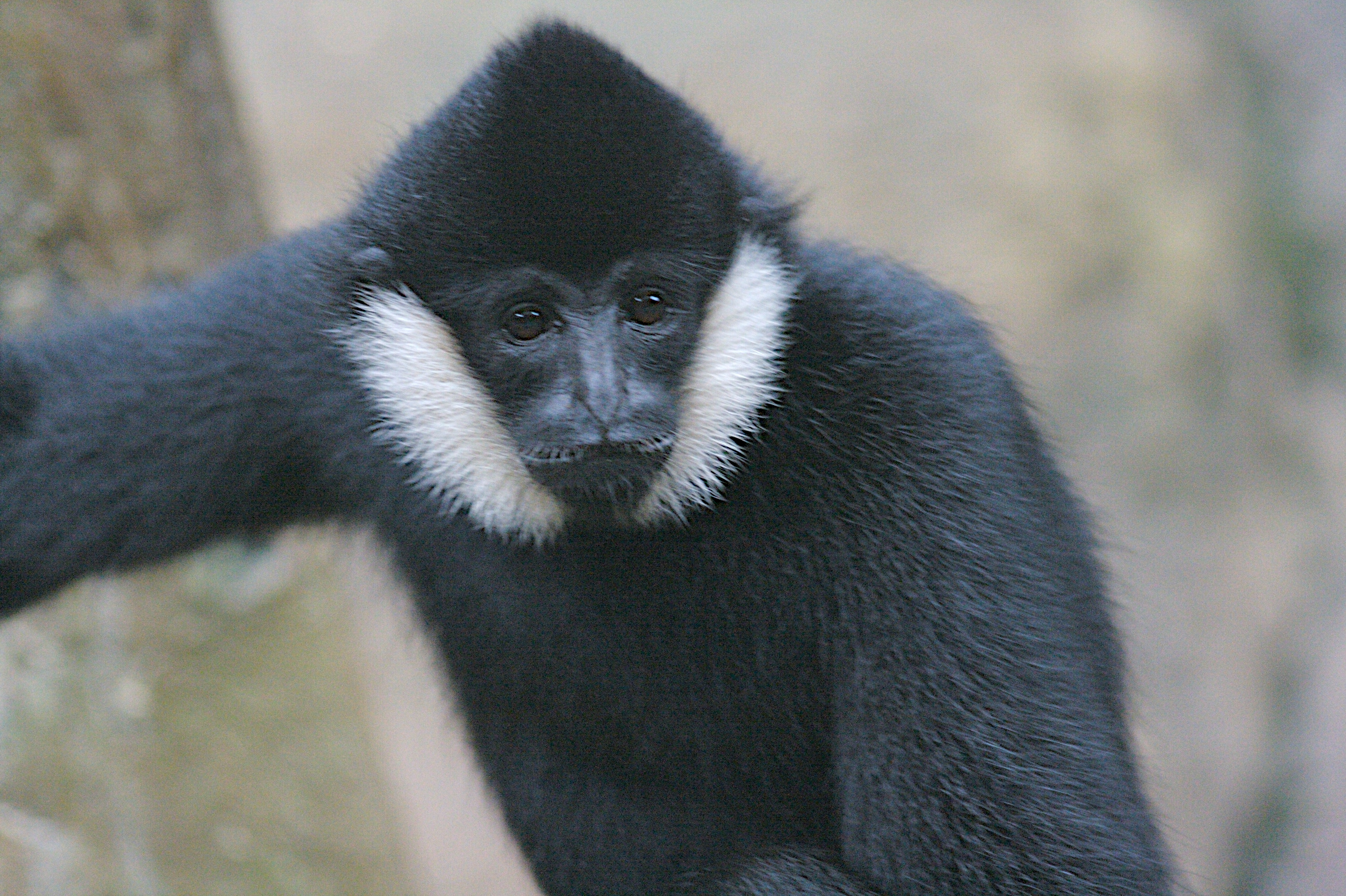
Gibon bělolící (Nomascus leucogenys)

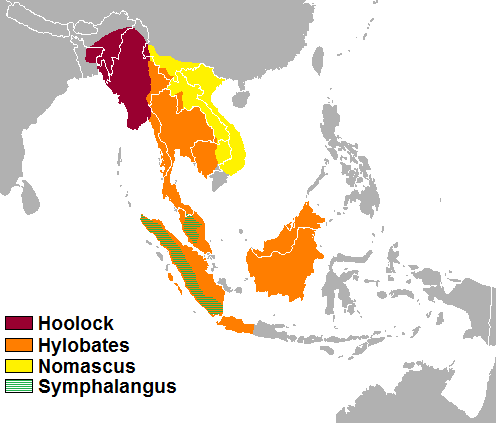
Rozšíření rodů gibonů: rudá – Hoolock, oranžová – Hylobates, žlutá – Nomascus

Gibon je označení pro opice z čeledi gibonovitých. Tato čeleď, kterou řadíme do nadčeledě hominoidi, mezi vývojově nejvyšší primáty, je složena z rodů Hylobates, Hoolock, Nomascus a Symphalangus. Někdy bývá rod Symphalangus vyjmut z gibonů, řazen k siamangům a jako giboni jsou uvažováni pouze zástupci uvedených tří rodů.

## Historie rodů
Dlouho byl považován rod Hylobates za jediný v čeledi gibonovitých, výjimečně se připouštěl jako druhý rod siamang (Symphalangus). Teprve po podrobných studiích v posledních 20–30 letech bylo okolo roku 2000 dohodnuto povýšit původní podrody Hylobates, Bunopithecus, Nomascus a Symphalangus na platné rody. Původní jméno Bunopithecus pro taxonomickou nepoužitelnost bylo změněno na dnešní jméno Hoolock.
Rozdělení rodu podpořila srovnávací analýza sekvencí DNA a zjištění podstatného rozdílu v počtech chromozomu somatického karyotypu, který je:
- Hylobates – 44,
- Hoolock – 38,
- Nomascus – 52,
- Symphalangus – 50,
- (člověk – 46).[1]

## Rozšíření
Giboni žijí v hustě zapojených tropických a subtropických deštných pralesích od jižní přes jihovýchodní až po východní Asii. Žijí na území Bangladéše, Číny, Indonésie, Jávy, Kambodže, Laosu, Malajsie, Myanmaru, Thajska a Vietnam.
V oligocénu a miocénu byli pravděpodobně rozšířeni i v Africe.

## Popis
Jsou to štíhlé, lehké, hbité a poměrně malé, téměř výhradně stromové opice, kterým zcela chybí ocas a mají vyvinuty sedací mozoly, které jsou ale redukované. Mají malou kulatou hlavu, přesto je charakterizuje vysoký rozvoj mozku. Jejich přední končetiny jsou velmi dlouhé, delší než zadní. Malé palce v opozici mají posunuty k zápěstí, mohou uchopit a přenášet věci rukama i nohama. Ostatní prsty na rukou jsou dlouhé a zahnuté. To jim dovoluje používat prsty jako závěsné háky, za které se věší při pohybu v korunách stromů, kde tráví převážnou část svého života.
Mají hustou srst na většině těla mimo obličej, prsty, dlaně, podpaží a spodky nohou. Zbarvení je různé, v rozmezí od smetanové do hnědé, šedé a černé v závislostí na jednotlivých druzích, pohlaví i stáří. Mají drobnou tvář s tmavýma očima a malým chřípím blízko u sebe směřujícím dolů. Nemají lícní torby. Jejich zubní vzorec je 2, 1, 2, 3. Špičáky mají velké, ne však sexuálně dimorfní. Smysly mají obdobné jako lidé, vidí barevně.

## Pohyb
Charakteristickým pohybem gibonů je pohyb v závěsu pod větví, kdy se drží jen prsty a tělo mohutným švihem přenáší na vzdálenosti až 10 m. Zadními končetinami regulují dráhu skoku. Tento pohyb se nazývá brachiace a giboni se takto přemísťují téměř v 80 %. Dosahují přitom rychlosti až 35 km/hod. Je to nejelegantnější způsob pohybu opic. Takhle se pohybují jen ze stromu na strom, na zem neskáčou.
Po silnějších větvích stromů nebo po zemi (výjimečně) se pohybují polovzpřímeně jen po zadních končetinách, předními končetinami udržují rovnováhu. Neumí plavat, do vody nevstupují.

## Stravování
Jsou to všežravci, jsou však speciálně přizpůsobeni stravě s velkým podílem zralého ovoce (asi 75 %) rozptýleného po lese, proto denně procestují za potravou velké vzdálenosti. Listy, výhonky stromů a občas hmyz, menší živočichy a vejce mají jen jako doplněk stravy. Jejich potrava vykazuje silně sezónní a místní výkyvy. Pijí tak, že si omočí chlupaté ruce ve vodě nebo v mokrém listí a pak z nich vodu vysávají.

## Komunikace
Jsou po vřešťanech nejhlasitější primáti, mají většinou hrdelní rezonanční vaky. Svým hlasem, který je slyšet i do vzdálenosti 1,5 km v hustém lese, si všichni giboni v ranních hodinách označují teritoria, říká se, že „zpívají“. Zpěv samice je složitější než samce, mnohdy zpívají v duetu, které trvá podle druhu 10 až 20 minut. Jednotlivé druhy gibonů lze rozeznat podle druhu písně a doby projevu, písně se staly důležitým nástrojem v určování jejich systematického zařazení. K zahánění soků používají kromě hlasových projevů i různé grimasy a výhrůžné postoje. Zcela jinými zvuky se dorozumívají v rodině.
Stejně jako u mnoha opic probíhá u nich i doteková komunikace, spočívající např. ve vzájemném čistění srstí.

## Rodinný život
Giboni jsou jedni mála z primátů, kteří žijí monogamně, můžeme u nich hovořit o rodině, mimorodinné „zálety“ jsou velice vzácné. Rodina se skládá ze samce, samice a mláďat, kterých nebývá více než šest. Partnerský pár žije spolu po mnoho let, odrostlejší mláďata z rodiny odcházejí s cílem nalézt si partnera a obsadit nějaké území.
Rodina žije na teritoriu velikém 20 až 40 ha, přičemž teritoria se mohou překrývat. Vzájemné půtky rodin jsou četné, ale většinou nekrvavé. Účastní se jich pouze samci a buď na sebe jen hledí a mimicky si vyhrožují, nebo se rituálně odhánějí přes „hranice“ sem a tam. Giboni jsou silně závislí na svém území a nestěhují se pryč, ani když je „jejich“ les devastován. To dělá gibony silně zranitelné.
Vstávají s rozedněním, dopoledne se krmí, přes polední horko odpočívají v chládku a poté se opět krmí až do večera. Mezitím hlasitě volají a odpovídají  i na cizí volání. S nástupem soumraku usedají společně na stromě, nejmladší mládě v náručí otce, větší u samice a starší již i na jiném stromě. Na rozdíl od jiných opic dospělí nebudují hnízdo, ale spí sedíce vzpřímeně na sedacích mozolech ve vidlici větve.
Samice je březí okolo 200 dnů a mláďata, která se ihned po narození drží matce na břiše, kojí téměř dva roky. Mládě se rodí holé kromě malé chocholky na temeni hlavy. První narostlá srst je většinou světlá, po prvém roku se přebarvují do dospělého šatu. Později je samci učí sbírat potravu a ochraňovat území. Mláďata mají v chování hodně vrozeného, ale také se mnohé během dospívání naučí od dospělých. Pohlavně dospívají asi v 6 až v 8 letech (samci o něco dříve). Mláďata se snaží zpívat jako jejich rodiče, přičemž do doby dospělosti mladí samečci zpívají jako samice.

## Ohrožení
Podle Červeného seznamu IUCN:
- za kriticky ohrožené druhy jsou považováni: gibon bělolící, gibon černý, gibon hainanský a gibon východovietnamský,
- za ohrožené druhy jsou považováni: gibon bělobradý, gibon červenolící, gibon hulok, gibon kápový, gibon lar, gibon malý, gibon Müllerův, gibon stříbrný a gibon tmavoruký,
- za zranitelný druh je považován gibon hnědohřbetý.[5]

Giboni se dožívají v přírodě odhadem 25 až 35, v zajetí až 45 let. Některé druhy se dají v zajetí snadno ochočit, např. gibon lar, a jsou také ve volné přírodě poměrně početní. Jiní, např. gibon hainanský, patří k nejohroženějším primátům, žije pouze na malém území a vlivem odlesňování a pytláctví jeho stavy značně poklesly. Orgánů gibonů je také používáno při výrobě léků tradiční asijské medicíny.

## Třídění gibonů
- rod gibon (Hoolock) Haimoff et al., 1984
  - gibon hnědohřbetý (Hoolock leuconedys) Groves, 1967
  - gibon hulok (Hoolock hoolock) Harlan, 1834
  - Hoolock tianxing Fan et al., 2016
- rod gibon (Hylobates) Illiger, 1811
  - gibon bělobradý (Hylobates albibarbis) Lyon, 1911
  - gibon kápový (Hylobates pileatus) Gray, 1861
  - gibon lar (= gibon běloruký) (Hylobates lar) Linnaeus, 1771
  - gibon malý (Hylobates klossii) Miller, 1903
  - gibon Müllerův (Hylobates muelleri) Martin, 1841
  - gibon stříbrný (Hylobates moloch) Audebert, 1797
  - gibon tmavoruký (Hylobates agilis) F. Cuvier, 1821
- rod gibon (Nomascus) Miller, 1933
  - Nomascus annamensis Van Ngoc Thinh, Alan R. Mootnick, Vu Ngoc Thanh, Tilo Nadler, Christian Roos, 2010
  - gibon bělolící (Nomascus leucogenys) Ogilby, 1840
  - gibon černý (Nomascus concolor) Harlan, 1826
  - gibon žlutolící (Nomascus gabriellae) Thomas, 1909
  - gibon hainanský (Nomascus hainanus) Thomas, 1892
  - gibon černochocholatý (Nomascus nasutus) Kunckel d’Herculais, 1884
  - Nomascus siki Delacour, 1951